# Myxine dorsum
Myxine dorsum är en ryggsträngsdjursart som beskrevs av Robert L. Wisner och A.J.S. McMillan 1995. Myxine dorsum ingår i släktet Myxine och familjen pirålar. Inga underarter finns listade i Catalogue of Life.